# Liste der Bischöfe von Córdoba
Die folgenden Personen waren Bischöfe von Córdoba (Spanien):
- Ossius (296–357)
- Hyginus (358–387)
- Gregor (388)
- Isidor
- Esteban I. (504)
- Lampadius († 549)
- Agapio I. (um 589 bis ca. 591)
- Eleuterio (591 bis nach 597)
- Agapio II. (614–618)
- Honorio (um 619 bis um 633)
- Heleca
- Leudefredo (ca. 630–646)
- Fosforo (653)
- Mumulo (um 683 bis nach 688)
- Zaqueo (ca. 690)
- Felix (um 764)
- Leo (León, Leoncio, Leovigildo?) (- nach 764)
- Recafredo (ca. 839)
- Saul (ca. 850–862)
- Valente (862–875)
- Esteban II. (864)
- ? (931)
- Johann I. (955)
- Isá ibn Mansur (Asbag b. 'Abd Allah) (962)
- Johann II. (988)
- Juan (1155–1166) (Apostolischer Administrator)
- Cerebruno (1167–1180) (Apostolischer Administrator)
- Pedro de Cardona (1181–1182) (Apostolischer Administrator) (Haus Folch de Cardona)
- Martín López de Pisuerga (1192–1195) (Apostolischer Administrator)
- Rodrigo Jiménez de Rada (1217–1238) (Apostolischer Administrator)
- Lope de Fitero (1238–1245)
- Gutierre Ruiz (1245–1249)
- Pedro Yáñez (1249–1251)
- Lope Pérez (1252–1257)
- Fernando de Mesa (1257–1274)
- Pascual (1274–1293)
- Gil Domínguez (1294–1299)
- Fernando Gutiérrez (1300–1325)
- Gutierre Ruiz (1326–1336)
- Juan Pérez (1336–1346)
- Fernando Núñez de Cabrera (1346–1350)
- Martín Ximénez de Argote (1350–1362)
- Andrés Pérez (1363–1372)
- Alfonso de Vargas (1373–1379)
- Juan Fernández Pantoja (1379–1397)
- Menendo (1379–1393)
- Fernando González Deza (1398–1426)
- Gonzalo Venegas (1426–1439)
- Sancho de Rojas (1440–1454)
- Gonzalo de Illescas (1454–1464)
- Pedro de Córdoba y Solier (1464–1476)
- Alonso de Burgos (1477–1483)
- Tello de Buendía (1483–1484)
- Luis de Velasco (1484)
- Iñigo Manrique (1485–1496)
- Francisco Sánchez de la Fuente (1496–1498)
- Juan Rodríguez de Fonseca (1499–1504)
- Juan Daza (1504–1510)
- Martín Fernández de Angulo Saavedra y Luna (1510–1516)
- Alfonso Manrique de Lara (1516–1523) (dann Erzbischof von Sevilla, Haus Manrique de Lara)
- Juan Álvarez y Alva de Toledo OP (1523–1537) (dann Bischof von Burgos) (Haus Álvarez de Toledo)
- Pedro Fernández Manrique (1537–1540) (Haus Manrique de Lara)
- Leopoldo de Austria (1541–1557)
- Diego Alava Esquivel (1558–1562)
- Cristóbal de Rojas y Sandoval (1562–1571) (dann Erzbischof von Sevilla)
- Bernardo de Fresneda OFM (1571–1577) (dann Erzbischof von Saragossa)
- Martín de Córdoba Mendoza OP (1578–1581)
- Antonio Rodríguez de Pazos y Figueroa (1582–1586)
- Francisco Pacheco de Córdoba (1587–1590)
- Fernando de la Vega Fonseca (1591–1591)
- Pedro Portocarrero (1594–1597) (dann Bischof von Cuenca)
- Francisco Reinoso Baeza (1597–1601)
- Pablo Laguna (1603–1606)
- Diego Mardones OP (1607–1624)
- Cristóbal Lobera Torres (1625–1630) (dann Bischof von Plasencia)
- Jerónimo Ruiz Camargo (1632–1633)
- Domingo Pimentel Zúñiga OP (1633–1641) (dann Erzbischof von Sevilla)
- Pedro Tapia OP (1649–1652) (dann Erzbischof von Sevilla)
- Antonio Valdés Herrera (1653–1657)
- Francisco Díaz Alarcón y Covarrubias (1657–1675)
- Alfonso de Salizanes y Medina (1675–1685)
- Pedro de Salazar (1686–1706)
- Juan Bonilla Vargas OSsT (1710–1712)
- Francisco Solís Hervás OdeM (1714–1716)
- Marcelino Siuri Navarro (1717–1731)
- Tomás Ratto Ottonelli (1731–1738)
- Pedro Salazar Góngora (1738–1742)
- Miguel Vicente Cebrián Agustín (1742–1752)
- Francisco de Solís Folch de Cardona (1752–1755) (dann Erzbischof von Sevilla)
- Martín Barcia Carrascal (1756–1771)
- Francisco Garrido de la Vega (1772–1776)
- Baltasar Yusta Navarro (1777–1787)
- Antonio Caballero y Góngora (1788–1796)
- Agustín Ayestarán Landa (1796–1804)
- Pedro Antonio Trevilla (1805–1832)
- Juan José Bonel y Orbe (1833–1847) (dann Erzbischof von Toledo)
- Manuel Joaquín Tarancón y Morón (1847–1857) (dann Erzbischof von Sevilla)
- Juan Alfonso Albuquerque Berión (1857–1874)
- Zeferino González y Díaz Tuñón OP (1875–1883) (dann Erzbischof von Sevilla)
- Sebastián Herrero Espinosa de los Monteros (1883–1898) (dann Erzbischof von Valencia)
- José Proceso Pozuelo y Herrero (1898–1913)
- Ramón Guillamet y Coma (1913–1920) (dann Bischof von Barcelona)
- Adolfo Pérez y Muñoz (1920–1945)
- Pedro Segura y Saenz (1945–1946) (Apostolischer Administrator)
- Albino González y Menéndez Reigada OP (1946–1958)
- Manuel Fernández-Conde y García del Rebollar (1959–1970)
- José María Cirarda Lachiondo (1971–1978) (dann Erzbischof von Pamplona)
- José Antonio Infantes Florido (1978–1996)
- Francisco Javier Martínez Fernández (1996–2003) (dann Erzbischof von Granada)
- Juan José Asenjo Pelegrina (2003–2008) (dann Koadjutorerzbischof von Sevilla)
- Demetrio Fernández González (2010–2025)
- Jesús Fernández González (seit 2025)